# Fyll jorden med lovsång
Fyll jorden med lovsång är en sång med text skriven omkring 1890 av Peder Bergström. Sången är tonsatt av George C Stebbins.

## Publicerad i
- Frälsningsarméns sångbok 1929 som nr 250 under rubriken "Jubel, erfarenhet och vittnesbörd".
- Musik till Frälsningsarméns sångbok 1930 som nr 250.
- Frälsningsarméns sångbok 1968 som nr 281 under rubriken "Det Kristna Livet - Jubel och tacksägelse".
- Frälsningsarméns sångbok 1990 som nr 483 under rubriken "Lovsång, tillbedjan och tacksägelse".
- Sångboken 1998 som nr 31